# Cuirassé rapide

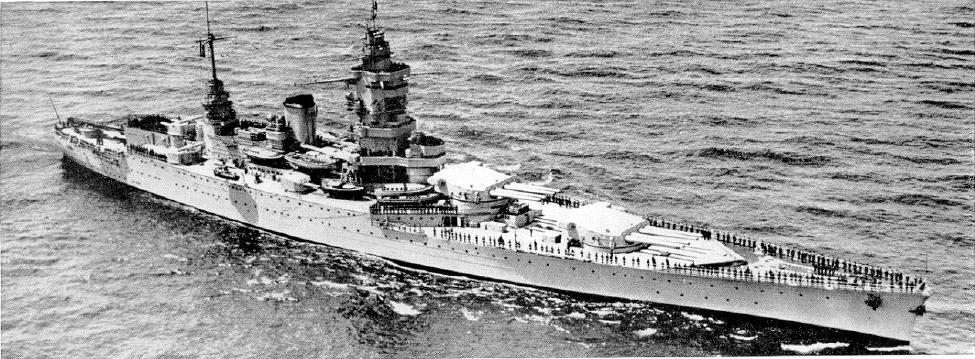
Le Dunkerque avant 1938

Un cuirassé rapide est un cuirassé dont le développement est focalisé sur la vitesse, sans pour autant faire de compromis sur son blindage ou son armement. Ce concept très théorique a pour but de produire des cuirassés capables de tenir des rôles plus polyvalents, autres que l'appartenance à la seule ligne de bataille. Les premiers exemplaires concrétisant ce cahier des charges sont les unités de la classe Queen Elizabeth de la Royal Navy, qui participent notamment à la bataille du Jutland durant la Première Guerre mondiale.

## Histoire
L'intérêt pour la vitesse est développé en 1902, lorsque la Royal Navy, à l'instigation de l'amiral John Arbuthnot Fisher, se penche sur le concept d'un cuirassé plus rapide, mais au détriment de la puissance de feu ou du blindage. Les conclusions de l'étude démontrent que le concept n'est pas viable face à d'autres cuirassés, la puissance de feu restant prééminente sur la vitesse. C'est néanmoins le principe du croiseur de bataille qui est ainsi jeté, mais ceux-ci n'ont pas vocation à affronter des cuirassés.
Le concept de cuirassé rapide est formalisé et prend finalement vie une dizaine d'années plus tard. Lors de la conception de la classe Queen Elizabeth, de nouveaux canons de 15 pouces permettent de diminuer le nombre de tourelles tout en gardant la même puissance de feu que ses contemporains de la classe Iron Duke avec leurs canons de 13,5 pouces. Le poids ainsi libéré permet ainsi de gagner en vitesse : le War College (en) promeut ainsi le concept d'une « division rapide » de cuirassés filant 25 nœuds (46,3 km/h) associée à une division conventionnelle, permettant d'envelopper la tête de la ligne de bataille ennemie grâce à sa vitesse.